# Frankenia corymbosa
Frankenia corymbosa o tomillo sapero es un arbusto de la familia Frankeniaceae. 

## Descripción
Se trata de una mata grisácea, leñosa en la base, de bajo porte, pubescente, con tallos erectos u oblicuos. Posee las hojas, lineares, dispuestas en fascículos, y provistas de hidátodos o estomas acuíferos alrededor de los cuales precipita sal en épocas de estrés hídrico para la planta. Sus flores son pentámeras, de corola blanquecina o rosada, con seis estambres; se disponen en cimas foliosas terminales, corimbiformes. Sus frutos son cápsulas dehiscentes por las valvas, con cáliz persistente. Ecológicamente es resistente a condiciones de salinidad moderada; común en terrenos ricos en yesos.

## Taxonomía
Frankenia corymbosa fue descrita por René Louiche Desfontaines y publicado en Flora Atlantica 1: 315. 1798.
Sinonimia
La especie posee sinónimos heterotípicos y sensu:
- Frankenia corymbosa Desf., Fl. Atlant. 1: 315 (1798)
- Frankenia auriculata Pau in Bull. Acad. Int. Géogr. Bot. 14: 212 (1904), pro hybrid. (heterotípico)
- Frankenia webbii Boiss. & Reut., Pugill. Pl. Afr. Bor. Hispan. 16 (1852) (heterotípico)
- Frankenia revoluta sensu Boiss., Voy. Bot. Espagne 2: 83 (1845) (sensu)
- Frankenia revoluta sensu Willk. (sensu)
- Frankenia chevalieri Maire
- Frankenia ifniensis Caball.
- Frankenia laevis subsp. phosphatica Maire
- Frankenia thymoides Batt.[4]

## Nombres comunes
- En España:  sosa sapera, tomillo sapero.[5]